# The Poor Kid
«The Poor Kid» («El Niño Pobre» en Hispanoamérica) es el decimocuarto y último episodio de la decimoquinta temporada de la serie animada South Park, y el episodio N.º 223 en general. El episodio se estrenó en Comedy Central el 16 de noviembre de 2011 en Estados Unidos. En este episodio, Kenny y sus hermanos son enviados a un hogar de niños adoptados después que la policía descubriera un laboratorio de metanfetamina a lado de su casa. Como resultado, Eric Cartman se dejó con sentimientos de pérdida, puesto que ya no tiene a alguien para burlarse de su pobreza.
El episodio fue escrito y dirigido por el cocreador de la serie Trey Parker con clasificación TV-MA LV en los Estados Unidos.

## Trama
Los padres de Kenny son arrestados por tener un laboratorio de metanfetamina en su casa, un evento documentado en el reality show que se transmite en vivo llamado "Basura blanca en problemas". Como resultado, Kenny y sus hermanos "Kevin" y "Karen", son puestos en un servicio de protección infantil. Una vez llevados al sitio, el Sr. Adams, quien es su asistente social y que insiste en hacer chistes constantes sobre el escándalo de abuso sexual de la Universidad de Pensilvania, los lleva en la residencia de los Weatherheads, una pareja militantemente agnóstica que vive en Greeley, que prohíbe a sus hijos adoptivos expresar cualquier noción de certeza. Su agnosticismo se manifiesta en una serie de formas peculiares, como su edicto de que los niños sólo pueden tomar "bebidas agnósticas" como el Dr Pepper, porque nadie puede estar seguro de qué sabor es, y la hipótesis de que Dios podría ser "Un pájaro reptil gigante a cargo de cualquier cosa". A causa de la tristeza y el miedo de Karen sobre su nueva situación de vida, Kenny intenta proteger y consolarla adoptando su personaje Mysterion, a la que viene a ver como su ángel de la guarda.
Por otro lado, Cartman busca un nuevo objetivo para sus burlas ahora que Kenny estará ausente por mucho tiempo en la escuela, sin embargo, Butters revela mediante información de cupones de almuerzo escolar que ahora Cartman se convierte en el niño más pobre de la escuela, Cartman se sintió horrorizado y teme que Kyle empiece a burlarse de él, pero no fue así, ya que Kyle no prestó interés en burlarse, Cartman comienza a decir compulsivamente bromas pobres sobre sí mismo para vencer a Kyle, luego se dirige a su residencia para quejarse a su madre, pero ella menciona que tiene dos empleos y no puede hacer más por la economía. Eric lamenta mencionar que su familia es pobre y quisiera tener un hogar dulce como Kenny, entonces él construye un laboratorio de metanfetaminas, al instante, la policía intervino en su residencia para arrestar a su madre, quien argumentó que no consumía drogas hace mucho tiempo, la acción fue transmitida nuevamente en el programa "Basura blanca en problemas" mientras que Eric alista sus maletas para mudarse a un lugar cálido como Hawái, pero fue llevado a Greeley en la residencia de los Weatherheads donde se hospeda Kenny, Eric se sintió disgustado en su nuevo hogar por la reglas agnosticistas y además hace curso en la escuela primaria de la misma ciudad (Greeley), donde se alegra al descubrir que el estudiante más pobre no es él ni Kenny, sino un niño llamado Jacob Hallery, Cuyo Padre Falleció (De Causa Desconocida) Y Su Madre Se Pondría Loca Por Depresión Y no Dura en  
ningún empleo, en a quien Eric se deleita en burlarse de aquel niño.
Mientras tanto, Kenny se disfraza de Mysterion para defender a su hermana Karen, quien por poco se convierte en víctima de bullying por parte de otros chicos. Kenny y los niños adoptivos estaban a punto de cenar, pero uno de ellos informa con certeza que Karen ha sido salvada como un ángel caído del cielo, los Weatherheads no toleraron que hablen con certeza y los niños fueron llevados a la sala de castigo, donde uno de ellos fue rociado en la cara con el refresco Dr Pepper, en respuesta a la crueldad de los Weatherheads, Eric los reporta al Servicio de Protección Infantil. El Sr. Adams llega a la residencia para rescatar a los niños a igual que Mysterion quién colocó una lata de cerveza "Pabst Blue Ribbon" en el refrigerador, causando que los Weaterheads se emborrachen, y al instante ellos fueron detenidos por la patrulla policial, siendo transmitido una vez más en el show "Basura blanca en problemas". Eric también fue arrestado por hacer una denuncia falsa y el agente de policía obliga a Eric decir la frase que utilizan en el show para evitar que permanezca más tiempo en la cárcel. Los niños regresaron a sus respectivas casas y en la escuela, sus amigos se mostraron contentos por la vuelta de Kenny y Eric, de repente, un gran pájaro de género Phorusrhacos rompe el techo del pasillo de la escuela para comérselo a Kenny, provocando que Eric empiece a llorar porque nuevamente se convirtió en el chico más pobre de la escuela.

## Recepción
Ryan McGee del sitio The AV Club calificó al episodio un B- aunque pensaba que el argumento de Mysterion-Karen le había dado al episodio un verdadero patetismo, pensó que las bromas de Adams parecían recicladas, y la parodia de los agnósticos era divertida, pero parecía ser la misma en cuanto al tratamiento de la religión por parte de South Park.
Ramsey Isler del sitio IGN se sintió algo decepcionado porque intervinieron a los hermanos McCormick en un hogar de adopción no fuera un gran punto de inflexión para Kenny, sino simplemente otra "broma de la semana". Sin embargo, Isler sintió que se trataba de un episodio decente con una larga serie de mini bromas pero agradables, en particular los que se burlaban de la repetición de bromas y el tratamiento del agnosticismo, que consideraba "fresco". ..
Katia McGlynn de The Huffington Post y Ali Semigram de Entertainment Weekly disfrutaron del episodio sobre el escándalo de abuso sexual de Penn State, felicitando a los creadores del programa por satirizar el asunto sin parecer insensible y por burlarse no sólo del escándalo, Que Cartman reprendió los chistes por el mero reciclaje de viejos chistes católicos.
Johnny Firecloud del sitio CraveOnLine calificó un 8/10 opinando que es una mejora del episodio anterior, los creadores son capaces de satirizar episodios tan dramáticos como éste, tratando de poner una declaración sociopolítica más grande sobre un tema en la que hay poca área, Firecloud caracterizó los momentos de cierre del episodio como "la sólida muerte de Kenny de la vieja escuela".
Lindsey Bahr del sitio "The AWL" también pensó inicialmente que los chistes del Instituto de Pensilvania y del "Yo mamma" carecían de gracia, y la trama se saltaba y enrevesaba, pero luego percibió que eso era el punto del episodio, opinando que el acto final era "conmovedor", y el episodio más auto-reflexivo desde el final de mediados de temporada.
Shirley Galdino de la Liga Humanista Laica de Brasil dio la bienvenida a la descripción de los Weatherheads en el episodio, diciendo: "Alguien finalmente satiriza a los agnósticos por primera vez".